# رالف سدان
رالف سدان (انگلیسی: Rolfe Sedan؛ ‏ ۲۰ ژانویهٔ ۱۸۹۶ – ۱۵ سپتامبر ۱۹۸۲) بازیگر اهل ایالات متحده آمریکا بود.
از فیلم‌هایی که وی در آن نقش داشته است، می‌توان به این همان شب است، نقاب آهنین، کالیفرنیا درست روبه‌رو، بلندپرواز باش، حریره و شیر، دقیقاً درست می‌گی، خبر مهم و جالب، جادوگر شهر از، گرند هتل، دردسر در بهشت، نینوتچکا، فرانکنشتاین جوان، دلفریب، شبی در اپرا، مرد لاغر، راگلزهای رد گپ، امشب عاشقم باش، نمایش مردم، جسم و شیطان، مونت‌کارلو، عشق، رز ماری، کلبه عمو تام، بو ژست، جنگ زن و مرد، بزرگترین عاشق جهان و هیندنبورگ اشاره کرد.